# لورنزو بوری
لورنزو بوری (انگلیسی: Lorenzo Borri؛ زادهٔ ۲۴ سپتامبر ۱۹۹۷) بازیکن فوتبال اهل ایتالیا است.